# Strelivo z belim fosforjem
Strelivo z belim fosforjem je orožje, ki uporablja enega od običajnih alotropov kemičnega elementa fosforja. Beli fosfor se uporablja v dimnem, razsvetljevalnem in zažigalnem strelivu in je običajno gorljivi element sledilnega streliva. Druga pogosta (najpogosteje angleška) imena za strelivo iz belega fosforja vključujejo WP in slengovska izraza Willie Pete in Willie Peter, ki izhajata iz Williama Petra, fonetične abecede druge svetovne vojne ter posledičnega vojaškega žargona. Beli fosfor je piroforen (ob stiku z zrakom se vžge); močno gori; in lahko vžge blago, gorivo, strelivo in druge vnetljive snovi.
Poleg svojih ofenzivnih zmožnosti je beli fosfor zelo učinkovito sredstvo za tvorjenje dima, ki ob reagiranju z zrakom ustvari takojšnjo odejo iz hlapov fosforjevega pentoksida. Dimno strelivo iz belega fosforja je zelo pogosto, zlasti v oblikah dimnih granat za uporabo v pehoti, obrambnih bombometih na tankih in drugih oklepnih vozilih ter v obliki streliva za topove in minomete. Ti ustvarjajo dimne zavese za prikrivanje gibanja, položaja, infrardečih odtisov in položajev. Pogosto jih imenujemo dimni/označevalni naboje, ker se uporabljajo pri označevanju orientacijskih točk kot je označevanje cilja za lahke minomete.